# Salgó Rallye
A Salgó Rallye Magyarország egyik legrégebbi, leghíresebb raliversenye.
A környező utak vonalvezetése és a helyi emberek a sportág iránti lelkesedése, szeretete teszi különlegessé itt az autóversenyzést. Leghíresebb szakasza a Zagyvaróna és Cered közötti, kanyarokkal teletűzdelt útszakasz, ahol mind az amatőr mind a profi autóversenyzők időről időre megmérettetik magukat. Az igazi Salgó hangulatot, és a legnagyobb kihívást a Mátra adja, ott nem csak a hegyi utak, hanem a változékony időjárás nehezíti a versenyzők dolgát, volt olyan év amikor közvetlenül a verseny előtt még hó borította a szakaszokat.

## Történelem
A Salgó történelmét három fő részre oszthatjuk:
1. Kezdetek, út az országos elismertséghez (1974-1979)
2. A Salgó fénykora, legendás versenyek (1980-1999)
3. Elmúlt 10 év és a jövő.

### 1974
Az első versenyt 1974-ben „rendezték”, ekkor még titkos éjszakai verseny volt. A viadalon tíz páros indult. A „mezőny” Salgótarjánból rajtolt, Zagyvaróna és Cered között teljesített egy gyorsaságit, majd Egerbe autózott. Visszafelé a Mátraalmás, Mátrakeresztes közti speciális szakasz következett. A „Fű kupa” néven emlegetett versenyt Csáki Attila nyerte egy Lada 1200-as volánja mögött.
A fenti szakaszok a mai napig ismert és szeretett versenypályák, évről évre vendégül látják az Országos Rallye bajnokság mezőnyét.

### I. Salgó Kupa (1975. szeptember 13-14.)
Egy évvel a titkos verseny után rendezték az első hivatalos Salgó Kupát. A Palóc Rali rendezőit a Magyar Autóklub Nógrád Megyei Szervezete vette a szárnyai alá. Az 1975-ös futam három gyorsaságin, a ceredi, a kazári és a mátraalmási aszfaltúton, valamint Salgótarjánban a Köztársaság téri szlalom-versenyen dőlt el. Az I. Salgó Kupa abszolút győztese egy NSU-1200TT volánja mögött a Budapesti Spartacus versenyzőpárosa, a Schaffer, Császár kettős lett.
További eredmények:
600 ccm - 1.Tóth ... - Varga ... Ózdi-Volán
1000 ccm - 1. Gárdonyi ... - Máté ... Egri-Volán
1300 ccm - 1. Lannert ... - Hajdú ... Budapesti-Volán

### II. Salgó Kupa (1976. augusztus 28-29.)
1976-ban már a II. Salgó Kupát rendezték. A viadalon 82 versenyzőpáros rajtolt el. A mezőnyre 270 kilométeres össztávolság várt, a speciális szakaszok közül a kazárit háromszor, a ceredit pedig kétszer teljesítették. A viadal abszolút győztese, és ezzel a Salgó Kupa vándordíj nyertese nulla útvonalhibaponttal, 1 perc 24 másodperces ügyességi időeredménnyel a hazai Holecz József, Tajti Tibor páros lett.

### III. Salgó Kupa (1977. szeptember 24-25.)
Híre ment a Salgó Kupának! A harmadik salgótarjáni meghívásos autós túraversenyre már százhuszonhat páros nevezett. A futam az egy évvel korábbi Salgó Kupa pontos mása volt. A III. Salgó Kupa autós túraverseny első helyezettje a Ladával versenyző Holecz József, Paluch József kettős lett. Holecznek ez volt a második Salgó-győzelme. A csapatversenyt - amelyben először hirdettek győztest, a Budapesti Spartacus együttese nyerte.

### IV. Salgó Kupa (1978. szeptember 16-17.)
A IV. Salgó Kupa egy időben zajlott a 9. Országos Hegyi-bajnokság ötödik, pécsi futamával, s ez meg is látszott a résztvevők számán. A „műsor” is más volt, ezen a futamon nem csak a gépátvétel, hanem az ügyességi verseny is szombaton várt a mezőnyre. A Tanácsköztársaság téri külön próbát a Német, Daris kettős nyerte egy 126-os „kis” Polskival, míg a verseny az abszolút győztese a Budapesti Spartacus versenyzőpárosa, a Gyenes, Nádas duó lett. Csapatban az Óbudai TSZ autósai diadalmaskodtak.

### V. Salgó Kupa (1979. október 12-14.)
Minőségi változást hozott az 1979-es esztendő a salgótarjáni autóversenyek történetében, ebben az évben az V. Salgó Kupa immár a versenynaptár és a bajnoki évad hivatalos versenye lett, igaz még csak túraosztályban. A mezőny is rangosabb volt az eddigieknél, a viadalon az ország legjobb túraversenyzői álltak rajthoz. A versenyt hat és fél órai helytállás, rendkívül nehéz terep, mindvégig nyílt küzdelem, kitűnő szervezés és hatalmas közönségsiker jellemezte. Az V. Salgó Kupa abszolút győztese a Kanyik Antal, Dudás Mihály kettős lett. A csapatversenyt a hazaiak, a 2. Számú Volán autósai nyerték.

### VI. Salgó Kupa (1980. május 30. - június 1.)
Titkos vetélkedésnek indult, látványos versengés lett belőle, 1980-ban pedig már az első osztályú versenyek között jegyezték a Salgó Rallye-t. A VI. Salgó Kupán rajthoz állt a teljes magyar élmezőny, köztük az Európa-bajnoki futamgyőzelemmel is büszkélkedő Ferjáncz, dr. Tandari kettős is. A bajnokság utolsó versenyét a tizenötszörös magyar bajnok, Ferjáncz Attila nyerte a Renault 5-össel.
A másodosztályban a Ladás Szabó, Örményi páros volt a leggyorsabb.
Eredmények:
1. Ferjáncz Attila - dr. Tandari János  Renault-5 Alpine BP Volán-SC  5053p.
2. Gál István - Margó György  Renault-17 Gordini BP-Volán-SC  5385p.
3. Tóth ... - Nagy B Jenő  Lada-1600  Volán-SC-Pécs  5429p.

### VII. Salgó Kupa (1981. október 9-10.)
A folytatás további izgalmakkal szolgált: 1981-ben rendezték Salgótarjánban az első éjszakai futamot. A nógrádi verseny ebben az évben is az utolsó futam volt, és a több osztályban is nyitott bajnokság látványos küzdelmet hozott. A VII. Salgó Kupán a Hideg, Kecskeméti duó volt a leggyorsabb. A rali kettőt a hazai Balás Benedek, Balás Gyula kettős nyerte.

### VIII. Salgó Kupa (1982. október 8-10.)
1982-ben ismét az év utolsó versenyét rendezték Salgótarjánban. A VIII. Salgó Kupán az első osztályban - Ferjánczék távollétében - óriási harc alakult ki a győzelemért, a küzdelemből végül az utolsó gyorsaságin bátrabban autózó BMW-s páros, a Barka, Horváth duó került ki győztesen. A másodosztályban a Kecskeméti Volán Ladásai, a Kárász, Pálmai kettős győztek.

### IX. Salgó Kupa (1983. augusztus 12-14.)
Az utolsó nyári versenyt és az utolsó Salgó Kupát rendezték 1983-ban. A rali első és másodosztályban a viadalra az addigi legnépesebb mezőny, 165 páros nevezett. Ebben az évben először, a Salgó Kupán elért pontokat kétszeres szorzóval „mérték” a magyar bajnokságban. A versenyt a Hideg, Kecskeméti kettős nyerte. Rali kettőben, a Vadkerti, Ribac duó diadalmaskodott.
Eredmények:
1. Hideg János - Kecskeméti Zoltán  Lada-VFTS  Kaposvári-KSE
2. Ranga László - Kurcz Árpád  Lada-VFTS  Volán-SC-Pécs
3. Gerencsér Tibor - Faragó Szabó András  Lada-VFTS  Áfor-SC

### I. Nemzetközi Mogürt-Salgó Rallye (1984. március 3-4.)
Újabb jelentős dátumhoz érkeztek 1984-ben a Salgó Kupák, ebben az évben ugyanis már a Mogürt Gépjárműkereskedelmi Vállalat támogatta a viadalt. Így a Mogürt-Salgó Rallye a hazai bajnoki futam mellett a szocialista országok válogatottainak kiírt Béke, Barátság Kupa értékelésébe is beleszámított. Az országos bajnokság első, a BBK második futamán a magyarok mellett itt voltak a szovjetek, a csehszlovákok, a keletnémetek és a lengyelek is. A futamot Ferjánczék távollétében a Hideg, Bán kettős nyerte a Polonézes Bublewicz, Zyszkowszky duó, és a másik lengyel Koper, Lewandowski páros előtt.

### II. Nemzetközi Mogürt-Salgó Rallye (1985. április 12-14.)
1985-ben ismét idénynyitó volt a nógrádi futam, a II. Nemzetközi Mogürt-Salgó Rallye. A verseny a Béke és Barátság Kupa harmadik állomása volt ebben az évben. A viadalt a Salgón több év kihagyás után újra rajthoz álló Ferjáncz Attila nyerte meg, ám az ő időeredménye - lévén nem szocialista gyártmányú autóval indult - nem számított bele a BBK-s értékelésbe. Abban az összevetésben így a lengyel Bublewicz, Zyszkovszky, Polonéz trió volt a legjobb.

### III. Nemzetközi Mogürt-Salgó Rallye (1986. április 18-19.)
A salgótarjáni autós viadal 1986-ban immár harmadszor viselte a Mogürt nevét, és a nemzetközi porondon is egyre nagyobb elismerést vívott ki. A '86-os esztendőben a "Salgó" az első magyar bajnoki és a második BBK futam volt. A III. Nemzetközi Mogürt-Salgó Rallye-n az orosz Tumaliavichus, Videika kettős diadalmaskodott, honfitársaik, a Soots, Putmaker duó előtt. A harmadik helyre a bolgár Hrisztov, Radev duó ért oda. A legjobb magyar a Ferjáncztól "örökölt" Renault Turbóval a Németh, Jójárt kettős lett, ők az abszolút hatodik helyen zártak.
Eredmények:
1. Eugenijus Tumalevicius - Pranas Videika  SU  Lada-VFTS    3:19:09
2. Vallo Soots - Toomas Putmaker  SU  Lada-VFTS    3:20:50
3. Slavcho Hristov - Stoyan Radev  BG  Lada-VFTS    3:27:52
4. Nikolai Nikolov - Krassimir Petrov  BG  Lada-VFTS    3:29:02
5. Németh László - Jójárt András  H  Renault-5Turbo   3:29:47
Nézősereg a "kazári-hidasban":  

### IV. Nemzetközi Mogürt-Salgó Rallye (1987. április 24-26.)
A felvett ritmusban, egyre több "nyugati" autó jelenlétével rendezték a IV. Mogürt-Salgó Rallye-t, az országos bajnokság első, a BBK második futamát.
Gyorsasági szakaszok:
1987. április 24. Péntek
Salgótarján-Kazár,
Pétervására-Sirok,
Mátraháza-Galyatető,
Parádsasvár-Szuha,
Mátraalmás-Katalinakna
1987. április 25. Szombat
Karancsberény-Kőbánya,
Karancslapujtő-Etes,
Salgótarján-Kazár,
Pétervására-Sirok,
Galyatető-Mátraháza,
Parádsasvár-Szuha,
Mátraalmás-Katalinakna
Eredmények:
1. Pavel Sibera - Petr Gross  CS  Skoda-130LR    2:22:25
2. Ranga László - Dudás Mihály  H  Lada-VFTS    +0:00:23
3. Joel Tammeka - Ants Kulgevee  SU  Lada-VFTS    +0:03:35
4. Vyacheslav Danilov - ... Vadauskas  SU  Lada-VFTS    +0:04:18
5. Nikolai Bolskhikh - Igor Bolskhikh  SU  Lada-VFTS    +0:04:51
6. Georgi Petrov - A. Jordanov  BG  Lada-VFTS    +0:06:55
7. Fogta Frigyes - Homan Tibor  H  Renault-5Turbo    +0:07:46
8. Jan Trajbold - Vladimir Zelinka  CS  Skoda-130LR    +0:08:44
9. ... Dudek - ... Dadvanek  CS  Skoda-130LR  +0:09:03
10. Veszprémi Barna - Veszpréminé Debreceni Éva  H  Lada-VFTS  +0:09:08
11. Ferenc Sándor - Ferenc József  H  Skoda-130LR    +0:09:23
12. Bense István - Szalai Csaba  H  Lada-2105  +0:10:41
18. Budai Béla - Bán Attila  H  Lada-VFTS    +0:12:32
19. Koch Gábor - Horváth ...  H  Lada-2105    +0;13:27
20. Garami Zoltán  - Akkerman  H  Lada-VFTS  +0:13:34
21. Horner Péter - Czall ...  H  Lada-VFTS    +0:13:53
22. Pap ... - Ádám ...  H  Lada-VFTS    +0:14:08

### V. Nemzetközi Mogürt-Salgó Rallye  (1988. április 22-24.)
Az V. Nemzetközi Mogürt-Salgó Rallye a magyar bajnokság és az ötfutamos Béke és Barátság Kupa első fordulója is volt egyben. Az országos bajnokságban kétszeres szorzóval számító versenyt '88-ban megtekintette az Alpok Adria Rali megfigyelője is, aki egy esetleges AAR-megmérettetés magyarországi állomásának helyszíneként vizsgálta a Salgó ralit. A végső győzelmet hatalmas küzdelemben a finn Buri, Stenroos kettős szerezte meg az orosz Tumaliavichus, Videika duó és a Bolsih, Bolsih kettős előtt. Legjobb magyarként az abszolút ötödik helyen a Ranga, Dudás páros zárta a viadalt.

### VI. Nemzetközi Mogürt-Salgó Rallye (1989. április 21-23.)
Öt éven keresztül a Mogürt-Salgó Rallye-kal kezdődött az országos bajnokság, 1989-ben azonban úgy alakult, hogy az idénynyitó a Tebimpex Kupáért kiírt Budapesti Tavaszi Fesztivál Rali volt. A "Salgó" így az országos bajnokság második, futama a Béke és Barátság Kupa első futama volt. A VI. Nemzetközi Mogürt-Salgó Rallye-t a finn Buri, Stenroos duó nyerte a Selmeczi, Jutassy és az orosz Aliasov, Levitan páros előtt.

### VII. Nemzetközi Mogürt-Salgó Rallye (1990. május 4-6.)
Öt esztendőnyi kihagyás után '90-ben újfent rajthoz állt a salgótarjáni versenyen kétszeres Eb-bronzérmes, tizennyolcszoros magyar bajnokpárosunk, a Ferjáncz Attila, dr. Tandari János duó. S, ahogy az lenni szokott, meg is nyerték a futamot. Egyébként a magyarországi raliversenyek történetében ebben az évben rendeztek először körversenyt: a Sulyom-hegy körüli pályát a verseny titkára, Gyuris Árpád álmodta meg.

### VIII. Nemzetközi Mogürt-Salgó Rallye (1991. április 19-21.)
A másodvirágzását élő magyar ralibajnokság '91-es nyitófutamára soha nem látott számú nyugati autóval neveztek. A slágerpályákon, Cereden, Kazáron, és a kisterenyei körversenyen - "Gyuris ringen" - mintegy százezer ember izgulta végig a viadalt. A futamot, a Ranga, Büki kettős nyerte, megelőzve a Ferjáncz, dr. Tandari duót és az N csoportos Mazdát terelgető Érdi, Borbély párost. A VIII. Mogürt-Salgót a Magyar Autó és Motorsport Szövetség az év ralijának választotta.

### IX. Nemzetközi Mogürt-Salgó Rallye (1992. április 24-26.)
Ebben az évben ismét megújult a verseny, a rendezők ezúttal a Cserhátban találtak négy vérbeli ralipályát. Visszatérhettek Salgótarjánba a másodosztályú versenyzők is. A IX. Nemzetközi Mogürt-Salgó Rallye első és másodosztályú évadnyitó volt. Ezen a futamon új bajnokot avattak a Salgón: ifjabb Tóth Jánosnak sikerült az, ami az idősebb Tóth Jánosnak nem: legyőzte Ferjáncz Attilát. A másodosztályban a Kiss Ferenc, Géczi Attila kettős nyert.

### X. Nemzetközi Mogürt-Salgó Rallye (1993. április 16-18.)
Kettős jubileumához érkezett '93-ban a verseny, a X. Jubileumi Nemzetközi Mogürt-Salgó Rallye a huszadik salgótarjáni verseny volt. Ismét rajtengedélyt kapott mindkét osztály, és ismét jó verseny sikeredett. Olyannyira, hogy Salgótarján polgármestere a Pro Urbe (a Városért) díjat adományozta a Salgó Rallye szervezőinek. A jubileumi futamot a Ranga, Büki kettős nyerte, második helyen a Ferjáncz, dr. Tandari, a harmadikon pedig az ifjú Tóth, Papp páros zárt.

### 22. Nemzetközi MOL-Salgó Rallye (1995. április 22-24.)
Tizenegy év együttműködés után búcsút intett a Salgó Rallye-nak a Mogürt Külkereskedelmi Vállalat. A verseny új főszponzora a MOL Rt. lett. A futamot megelőző komoly gondok ellenére a 22. Nemzetközi MOL-Salgó Rallye verőfényes napsütésben kezdődött és a jó időben mintegy 250 ezer ember volt kíváncsi a viadalra. A sláger ebben az évben is a kisterenyei körverseny volt, ám ebben az évben halálos baleset lett a Sulyom-hegy körüli gyorsasági. A kányási elágazóban egy Lada sofőrje veszítette el uralmát az autó fölött, és a versenygép a nézők elől elzárt területen tartózkodó szurkolókra borult. Egy 19 éves lány az életét vesztette, míg a másik két sérült súlyos gerincsérülést szenvedett. A versenyt az Érdi, Varga kettős nyerte egy N-es Mazdával. A rali másodosztályban a Födő, Landsmann páros diadalmaskodott.

### 23. Nemzetközi MOL-Salgó Rallye (1996. április 19-21.)
'96-ban nem Salgótarjánban kezdődött az országos ralibajnokság. A mezőny az Esztergom Rali után jött a nógrádi megyeszékhelyre. A verseny a szokottnál szigorúbb pályabiztosítás mellett, körverseny helyett egy kunkoron, de még mindig rengeteg néző előtt zajlott. A csúszások miatt az éjszakába nyúló futamot óriási, két és fél perces fölénnyel az ifjú Tóth János, Gergely Ferenc kettős nyerte. Második az Érdi, Varga, harmadik pedig a Kiss Feri, Kiss Ernő duó lett. Másodosztályban a Rektenwald Zsolt, Frankó János duónak sikerült a legrövidebb idő alatt teljesítenie a versenytávot.

### 24. Nemzetközi Schering-Plough Salgó Rallye (1997. április 26-27.)
Ebben az évben is Esztergomban volt az idénynyitó, aminek talán örültek is a salgótarjáni rendezők, hiszen csak márciusban lett főszponzor. A MOL helyére ezúttal az amerikai gyógyszergyártó cég, a Schering-Plough lépett. A "H" csoportnak köszönhetően a nézők 1997-ben újra találkozhattak a Lada VFTS-ekkel és más lejárt homologizációjú versenygépekkel. A '97-es versenyt az ifjú Tóth, Gergely kettős nyerte. Rali kettőben a Ladás Martin, Metz duó volt a leggyorsabb.
Időterv, rajtlisták, eredmények:

### 25. Esso-Salgó Rallye (1999. április 16-18.)
A 25. Jubileumi Esso-Salgó Rallye nem a felfokozott várakozásnak megfelelően sikeredett. Az anyagi feltételek hiánya egy év kényszerszünetet eredményezett, és a rendezők csak '99-ben futottak neki a jubileumi futamnak. Ráadásul az időjárás sem fogadta kegyeibe a versenyt. Viharos szél és eső, a Mátrában hó és köd nehezítette a versenyzők és a rendezők munkáját. A bajok Kazáron kezdődtek, ahol két gyorsasági közötti időben focidrukkerek vitatkoztak össze, ráadásul elfogyott a sör, és a "szurkolók" ezért megtámadták a büfést. Aztán a Mátrában az ifjú Tóth, Tóth kettős előtt a hirtelen leereszkedett ködben egy néző szaladt át, emiatt Janikáék összetörték a Toyotát. Majd következett a Nagykeresztúr-Sámsonháza közti gyorsasági, ahol a szakaszosan vizes úton egy autó hat nézőt sodort el, végül pedig a Mátrában egy háttal álló nézőt a havas úton kisodródó autó halálra gázolt. A jubileumi versenyt a Kis, Büki kettős nyerte…
Rajtlista:
Rallye I.

Rallye II.

### 2003-2006
2003-ban látogatott legközelebb Salgótarján városába az Országos rallye bajnokság mezőnye.
A verseny bár nem a korábbi versenyek utóda, mégis mindenki örömmel fogadta a megszokott pályákra a versenyzőket. 
A versenyt Benik Balázs Somogyi Pál navigálásával nyerte.
Az elkövetkezendő években Budapest Rallye néven volt jelen Salgótarjánban a Rallysport.

### 2007
A Salgó Rallyek családját 1999 után a 2007-ben megrendezett rally2-es futam bővítette amelyet Puskádi János – Takács András nyert meg.

### 2009 Salgó-Gemer rallye
2009-ben újabb szál vette kezdetét Salgó-Gemer rallye néven. Egy nagyon színvonalas és jó hangulatú versenyt láthattak a kilátogatók, a szombati napon Szlovákiában, Vasárnap a klasszikus Salgói pályákon zajlott a verseny.
A hangulat és a verseny nehézsége egyaránt a korábbi Salgó rallyekat idézte, barátságos szervizparkkal, új és történelmi pályákkal.
A versenyt Herczig Norbert nyerte Baranyai László Navigálásával.
A jövőt nem tudhatjuk mit hoz, remélhetően újra, minden évben megrendezésre kerül ez a méltán legendás verseny, az ország egyik legjobb rallye pályáin.

## Külső hivatkozások
- A történelmi Salgó Rallye weblapja, a "történelem" szakasz jelentős része kisebb módosítással innen lett átmásolva